# 南洋州カイロプラクティック教育評議会
南洋州カイロプラクティック教育評議会（みなみようしゅうカイロプラクティックきょういくひょうぎかい、英語: Council on Chiropractic Education Australasia、略称：CCEA）は、カイロプラクティックの教育プログラムをアクレディテーションする団体。学位の発行はしない。オーストラレーシア、アジアの一部を管轄する。

## 沿革
- 1978年 - オーストラリアでCCEAの前身であるAustralasian Council on Chiropractic Education (ACCE)が設立[2]。
- 2001年 - アメリアでCCEI（国際カイロプラクティック教育評議会）が設立[2]。
- 2002年 - ACCEとJEC(Joint Education Committee of Participating Registration Boards)が合併し、現在のCCEAとなる[1]。

## 認定教育機関
オーストラリア
- マッコーリー大学 [3]　- 1991年より1月認定
  - Bachelor of Chiropractic/ Master of Chiropractic
- マードック大学 [3] - 2006年より認定 [4]
  - Bachelor of Science (Chiropractic)/ Bachelor of Chiropractic
- RMIT University [3]
  - Bachelor of Applied Science (Complementary Medicine)/ Master of Clinical Chiropractic
- セントラルクイーンズランド大学 [3] - 申請中
  - Bachelor of Science (Chiropractic)/ Master of Chiropractic Science

 ニュージーランド
- New Zealand College of Chiropractic [3] - 2005年より認定[5]
  - Bachelor of Chiropractic

 韓国
- 韓瑞大学校  - 2010年10月より認定[3]
  - Doctor of Chiropractic

 日本
- 東京カレッジ・オブ・カイロプラクティック （旧RMIT大学日本校カイロプラクティック学科）2012年11月より認定[3]
  - Doctor of Chiropractic

 マレーシア
- International Medical University
  - Bachelor of Science (Hons) Chiropractic